# Olaus Magnus

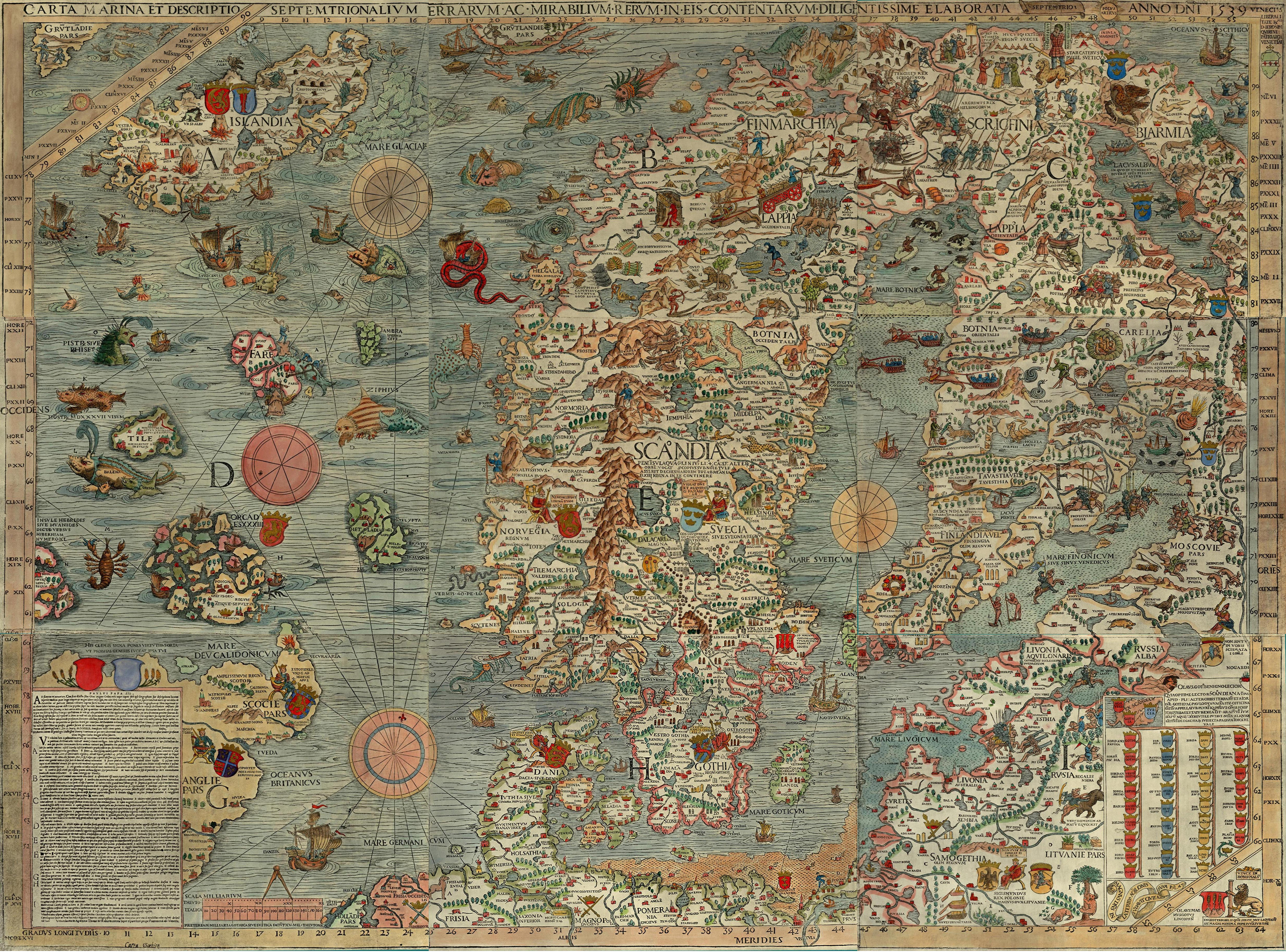
De Carta marina (1539)

Olaus Magnus (eigenlijk Olof Månsson) (Östergötland, 1490 - Rome, 1 augustus 1557) was een Zweedse rooms-katholiek geleerde, functionaris en diplomaat. Hij wordt samen met zijn broer Johannes, de bisschop van Uppsala, tot de eerste Zweedse humanisten gerekend. Vanwege toenemende Lutherse tendensen in zijn thuisland is hij met Johannes uitgeweken naar Danzig en vandaar naar Venetië. Daar liet hij in 1539 de Carta Marina vervaardigen, de eerste "moderne" cartografische voorstelling van Scandinavië door een Scandinaviër en voor een Europees publiek. Na het overlijden van zijn broer in 1544 werd hij benoemd tot diens opvolger en aartsbisschop van Zweden. Doordat de reformatie in Zweden inmiddels officieel was doorgevoerd heeft hij dit episcopaat nooit kunnen effectueren.
De literaire voortzetting van de Carta Marina was het boek Historia de gentibus septentrionalibus (Geschiedenis van de Noordelijke volken) (1555), waarin hij de ervaringen en kennis uit zijn thuisland (onder andere van een reis naar Lapland) kritiekloos mengt met mythen, legenden en met klassieke geschriften over het Noorden van onder andere Jordanes en Saxo Grammaticus. Behalve een geschiedenis, een geografie en een etnografisch-folkloristische beschrijving van Scandinavië, was het ook een boek waarin de heimwee van de schrijver doorklonk. Het werd een gewild werk in zijn tijd, waarvan verschillende versies verschenen bij verschillende drukkers in Europa, waaronder in Amsterdam.

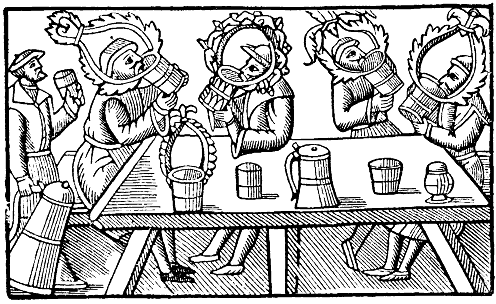
Zweeds drinkteam, afbeelding uit het Nordisk familjebok naar Olaus Magnus' Historia de gentibus septentrionalibus